# Jules Hyvrard
Jules Hyvrard, né le 8 février 1900 à Chamousset et mort le 12 mars 1985 à Annecy, est un homme politique français.

## Détail des fonctions et des mandats
Mandat parlementaire
- 19 décembre 1946 - 7 novembre 1948 : Sénateur élu par l'Assemblée nationale